# زلزال سينيجاليا 1930
زلزال سينيجاليا 1930 هو زلزالٌ وقعَ في سينيغاليا في إيطاليا بتاريخ 30 أكتوبر 1930.